# P2Y12
No campo da biologia molecular, P2Y12 é uma proteína encontrada na superfície das plaquetas com um importante papel na regulação da coagulação sanguínea.
P2Y12 pertence ao grupo dos receptores P2Y.
Receptor metabotrópico acoplado a proteína G que utiliza tanto a ativação pelo AMPc quanto pela fosfolipase C como seu sistema de sinalização.